# Bob's
Bob's é uma rede brasileira de restaurantes foodservice fundada em 1952, pelo jogador de tênis estadunidense-brasileiro Robert Falkenburg, campeão do torneio de Wimbledon em 1948 e 1949.
É a terceira maior rede de fast food do Brasil e uma das maiores da América Latina. Atualmente, conta com 787 lojas em todo o Brasil e filiais no Chile e em Angola. A empresa pertence à Brazil Fast Food Corporation (BFFC).

## História
Bob, como era conhecido Falkenburg, foi quem introduziu o conceito de lanchonete fast-food no país, abrindo o primeiro restaurante deste tipo no país em Copacabana, Rio de Janeiro. Em 1972, no entanto, Falkenburg vendeu a loja, que hoje é controlada por brasileiros, no Guarujá. Hoje a rede conta com um cardápio variado.[carece de fontes?]

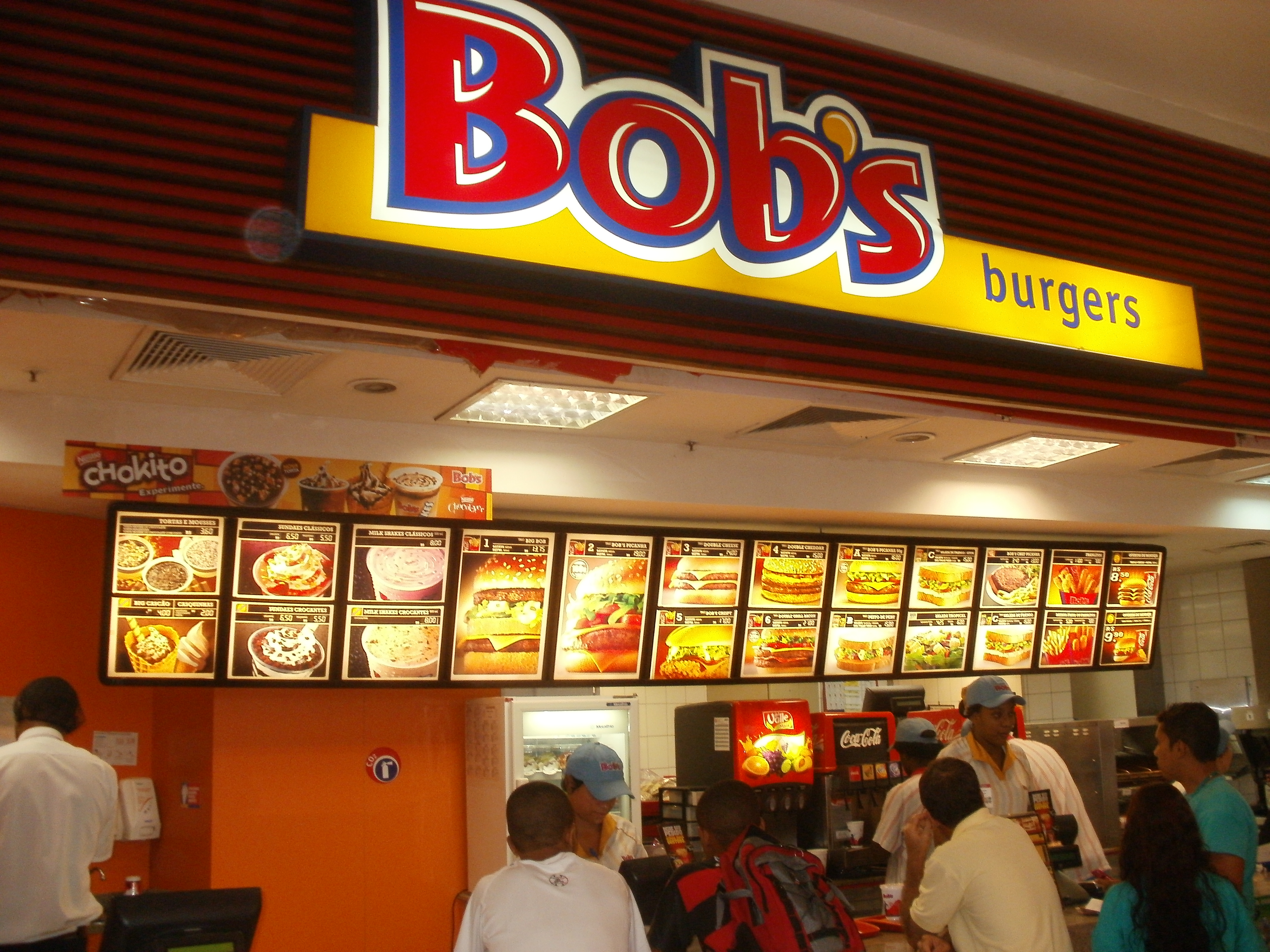
Um restaurante no Caxias Shopping

O Bob's é conhecido por servir lanches com sabores mais próximos da culinária brasileira, como hambúrgueres de picanha. Um dos principais lanches é o sanduíche Big Bob, feito com dois hambúrgueres de carne, cebola, alface americana, molho e pão com gergelim.[carece de fontes?]

## Empresa
Presidida por Ricardo Bomeny, hoje são 1.100 PDVs em 26 estados brasileiros e no Distrito Federal.

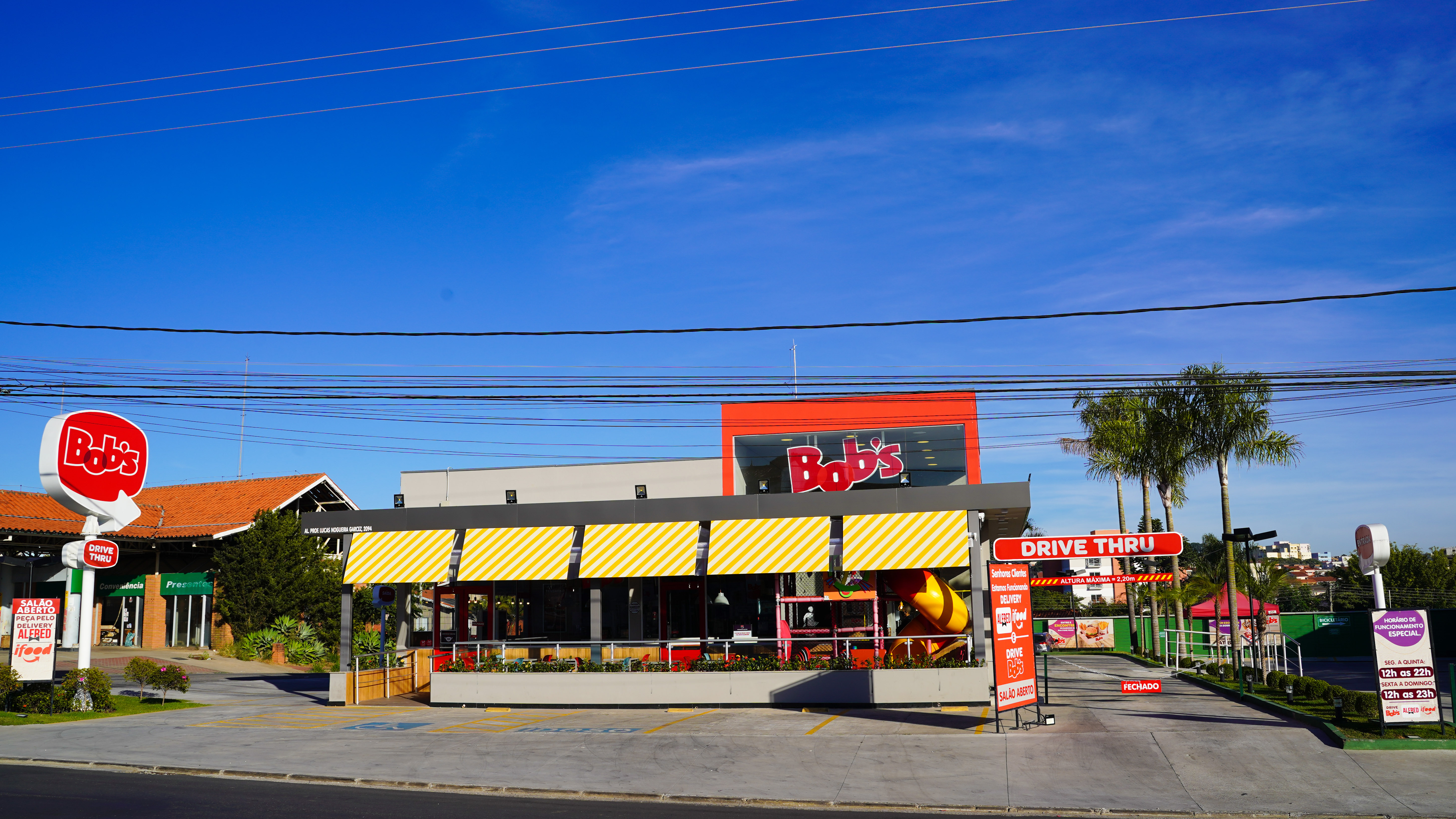
Loja Bob's em Atibaia - SP

Nos anos de 2003 e 2004, a empresa patrocinou a equipe carioca de futebol do Botafogo. Nesse período o clube, que havia caído um ano antes para a segunda divisão, retornou para a Série A. Logo em seguida, em 2006, o Bob's patrocina um clube do Tocantins: O Palmas FR, pro Palmas, a equipe de futebol Tocantinense passava uma de suas melhores fases, sendo patrocinado pelo Bob's, algo que deu certo na contratação de vários jogadores. O Bob's também foi o fornecedor oficial de lanches dos Jogos Pan-Americanos de 2007.
Em 2019 o Bob’s novamente marca presença no Rock in Rio, um festival de música idealizado pelo empresário brasileiro Roberto Medina, sendo desde sua criação, em 1985, reconhecido como o maior festival musical do planeta.
Na edição de 2011, bateu o recorde mundial de vendas de lanches em único dia de eventos musicais com o número de 79.112 hambúrgueres servidos além de 12 mil litros de milk shake.